# Piter Wilkens
Piter Wilkens (Leeuwarden, 26 augustus 1959) is een zanger, gitarist, componist en tekstschrijver.

## Biografie
Met de band Okke Hel stond Wilkens vanaf 1979 aan de basis van de Friestalige popscene. In 1986 ging hij solo en nog steeds staat hij in muzikaal Friesland aan de top.
Piter zingt uitsluitend in het Fries of het Stadsfries. Hij deed meerdere malen een tour in het buitenland (bv. de Verenigde Staten, Polen, Litouwen en Oostenrijk).
Hij treedt solo op, maar ook met begeleidingsband, een plaatselijk korps, een bigband of een koor. In cafés, op festivals of in theaters. Hij deelde het podium onder anderen met De Kast, Rients Gratama, Anneke Douma, Gé Reinders en het Noord Nederlands Orkest.

Ook heeft hij succesvolle optredens gedaan met de Friese Jeugd Brass Band in 2004.

## Discografie

### Albums
| Album met eventuele hitnotering(en) in de Nederlandse Album Top 100 | Datum van verschijnen | Datum van binnenkomst | Hoogste positie | Aantal weken | Opmerkingen                                     |
| ------------------------------------------------------------------- | --------------------- | --------------------- | --------------- | ------------ | ----------------------------------------------- |
| Sjongerbloed                                                        | 1993                  | -                     |                 |              |                                                 |
| Timmermantsjoender                                                  | 1996                  | -                     |                 |              |                                                 |
| Knoopkes                                                            | 1997                  | -                     |                 |              |                                                 |
| Nocht & Wilkens                                                     | 25-05-2000            | -                     |                 |              |                                                 |
| Simmertime                                                          | 2000                  | 22-07-2000            | 16              | 12           | met De Kast, Rients Gratama & Maaike Schuurmans |
| Simmertime 2                                                        | 2000                  | 21-10-2000            | 39              | 5            | met De Kast, Rients Gratama & Maaike Schuurmans |
| Greideroas                                                          | 2001                  | -                     |                 |              | met Friese Jeugd Brass Band                     |
| Romtefyts                                                           | 2002                  | -                     |                 |              |                                                 |
| Der tuskenút                                                        | 2004                  | -                     |                 |              | met Jaap Louwes, Gurbe Douwstra & Doede Veeman  |
| Brutsen snaren                                                      | 21-07-2005            | -                     |                 |              |                                                 |
| It fûgeltsje yn myn gitaar                                          | 30-11-2006            | -                     |                 |              |                                                 |
| De fleanende Hollanner                                              | 03-06-2010            | 05-06-2010            | 33              | 13           |                                                 |
| Bêst genôch                                                         | 2012                  | 19-05-2012            | 31              | 4            | Verzamelalbum                                   |
| Libbende Stiennen                                                   | 2016                  | -                     |                 |              |                                                 |
| De laitsjende Feniks                                                | 2021                  | -                     |                 |              |                                                 |

### Singles
| Single met eventuele hitnotering(en) in de Nederlandse Top 40 | Datum van verschijnen | Datum van binnenkomst | Hoogste positie | Aantal weken | Opmerkingen                                    |
| ------------------------------------------------------------- | --------------------- | --------------------- | --------------- | ------------ | ---------------------------------------------- |
| It Pompeblêdhert                                              | 1998                  | -                     |                 |              |                                                |
| De Bearenburch is myn Sjirurch                                | 1999                  | -                     |                 |              |                                                |
| De domino mus                                                 | 2005                  | -                     |                 |              | met Lexie & Wout / Nr. 88 in de Single Top 100 |

### Video's/Dvd's
| Dvd's met hitnoteringen in de Nederlandse Music Top 30 | Datum van verschijnen | Datum van binnenkomst | Hoogste positie | Aantal weken | Opmerkingen |
| ------------------------------------------------------ | --------------------- | --------------------- | --------------- | ------------ | ----------- |
| De Fleanende Hollander Live                            | 2012                  | 13-01-2012            | 19              | 2            |             |

## Friese Top 100
In 2017 stond Piter Wilkens met acht liedjes in de Friese Top 100, die jaarlijks op 31 december wordt uitgezonden op Omrop Fryslân. Dit zijn zowel gevoelige liedjes (zoals It paad werom) als humoristische liedjes (onder meer Knoopkes en De bearenburch is myn sjirurch).
- It paad werom (nummer 6)
- Knoopkes (nummer 32)
- Dûnsje mei dy (nummer 62)
- Oeral thús (nummer 63)
- Liwwadder blues (nummer 66)
- Blaasmuzyk (nummer 67)
- De bearenburch is myn sjirurch (nummer 84)
- Greideroas (nummer 88)